# Покровка (платформа, Октябрьская железная дорога)
Покро́вка — остановочный пункт на главном ходу Октябрьской железной дороги (Ленинградское направление) в черте деревни Покровка, входящей в городской округ Клин Московской области России.
Полустанок Покровка Николаевской железной дороги был открыт для эксплуатации в 1869 году. Станция Покровка открыта в 1874 году. Своё название получила в связи с близостью села Покров (расположено в 5 километрах к северо-западу от станции). Назвать станцию «Покров» было нельзя, потому что такая станция в то время уже была.
В 1970-е годы был разработан проект строительства железнодорожной линии от станции Покровка до населённого пункта Никулино Солнечногорского района, где находилась крупная птицефабрика. Станция Покровка должна была получить значительное развитие. Однако этот проект не был реализован.
В 1990 году станция Покровка была значительно обновлена: построена новая пассажирская посадочная платформа, заново уложены станционные пути, построено несколько новых служебных зданий.
В 2000 году, в связи с реконструкцией железнодорожной магистрали Санкт-Петербург — Москва под скоростное движение, на станции Покровка были сняты все станционные пути и стрелочные переводы.
В 2006 году были начаты реконструкция платформы, железнодорожных путей, а также строительство пешеходного моста на платформе Покровка.

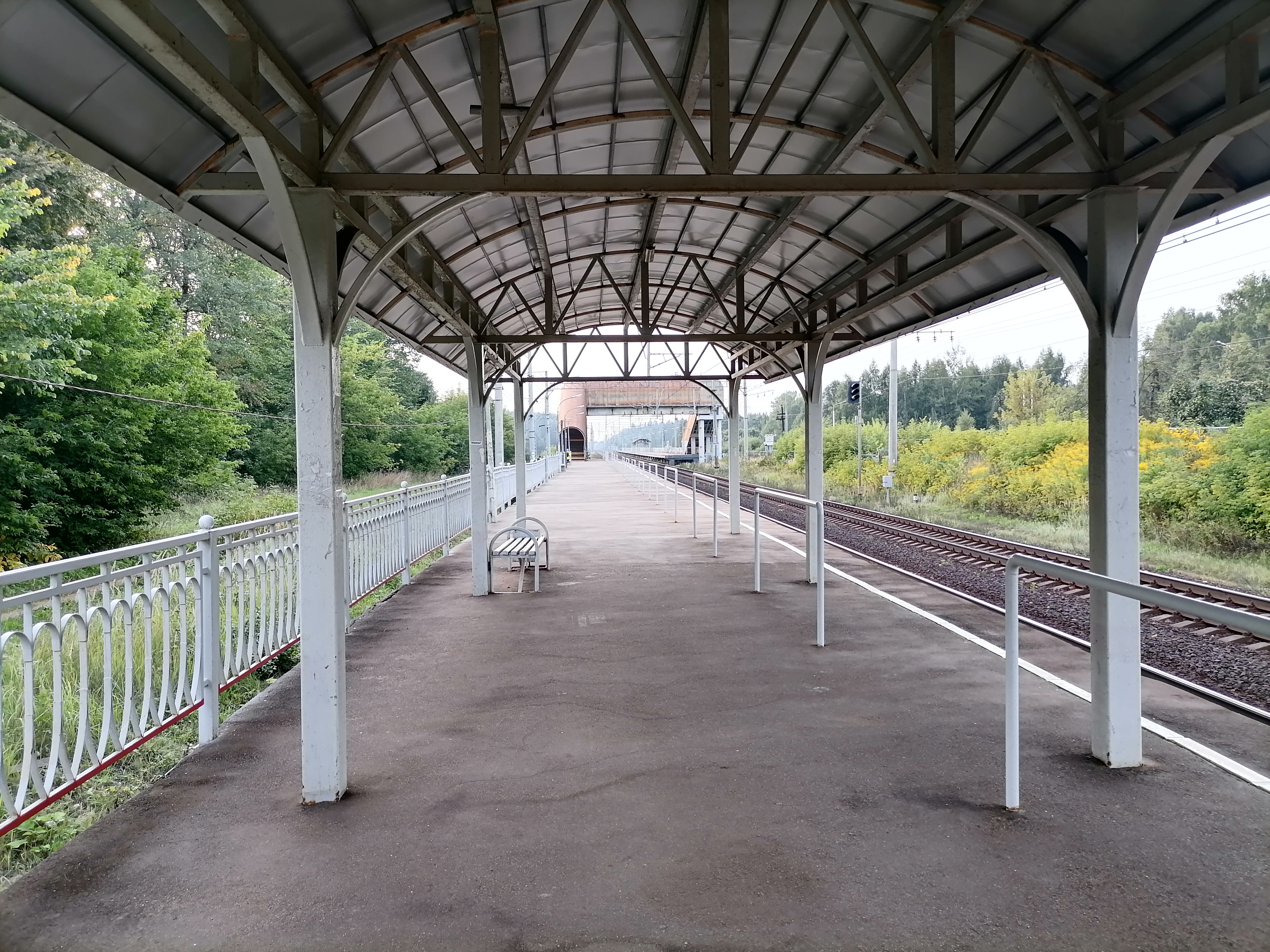

В 2007 году островная платформа ликвидирована, на её месте проложен спрямлённый путь в сторону Москвы, взамен прежней платформы построено две разнесённые друг от друга боковые.

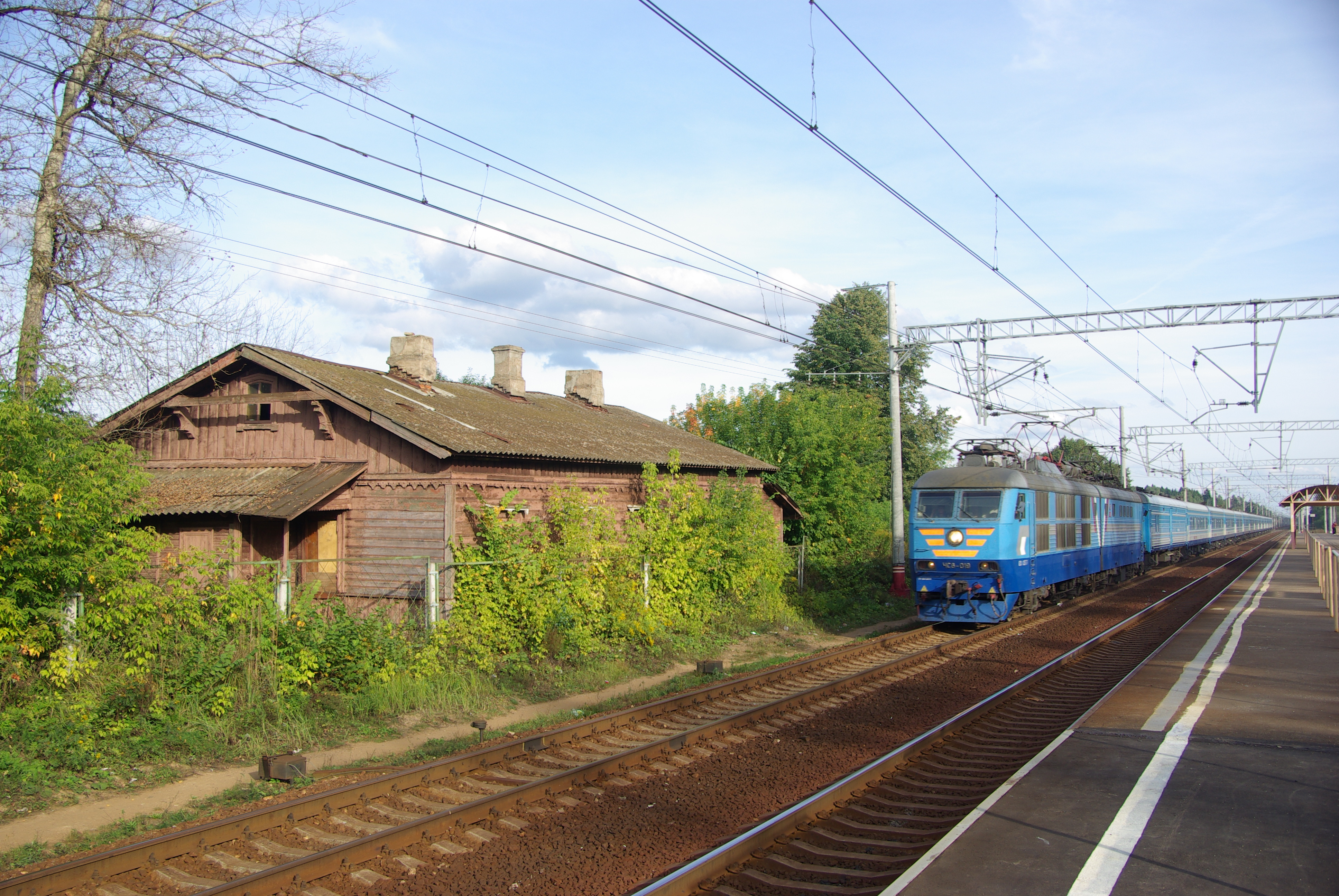
Деревянный вокзал на станции Покровка, снесённый в 2010-х годах

Посёлок Покровка находится по обе стороны от железной дороги. В 2009 году над путями возведён крытый пешеходный мост, соединивший платформы и обе части посёлка.
Прежде имела статус станции (до 1980-х годов здесь оборачивалась часть электропоездов, в том числе разовые «поезда здоровья» для туристов-лыжников). С 1990-х имеет статус остановочной платформы. В 2013 году, согласно документам, станция Покровка меняет статус и становится платформой Покровка.